# Ties Kruize

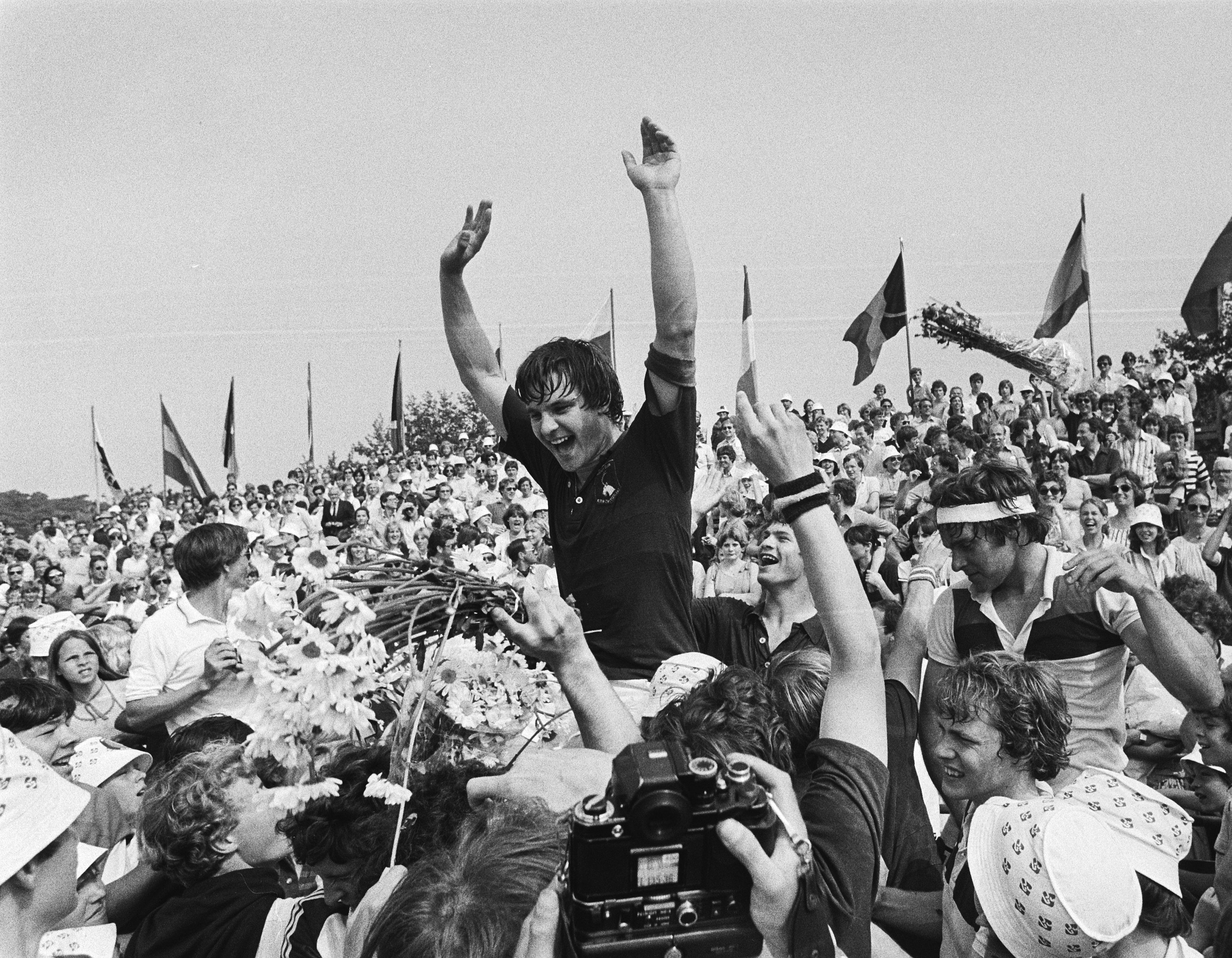
Ties Kruize op de schouders, Europa Cup hockey heren, 1979

Ties Kruize (Den Haag, 17 november 1952) is een voormalig Nederlandse tophockeyer, die afscheid nam van het internationale tophockey in 1986 bij het wereldkampioenschap in Londen. Hij speelde in totaal 202 interlands (167 doelpunten) voor de nationale ploeg.
Kruize debuteerde al op 15-jarige leeftijd in 1967 in het eerste van HHIJC. Hij werd meteen gevreesd vanwege zijn enorme slagkracht vanaf de kopcirkel en snelle spel. In 1971 werd hij op 18-jarige leeftijd door bondscoach Ab van Grimbergen bij de Nederlandse hockeyploeg gehaald. Furore maakte de Haagse hockeyer bij het WK van 1973 gehouden in het Wagener-stadion. De negen doelpunten die hij maakte tijdens dat evenement zorgden ervoor dat hij de topscorer van het toernooi werd en bezorgden het Nederlands hockeyteam tevens de wereldtitel. In 1975 kreeg hij een zwaar auto-ongeluk. Artsen dachten dat hij nooit meer zou kunnen sporten, maar na 18 maanden was hij weer speelklaar. Zijn club HC Klein Zwitserland (KZ) had het laatste jaar geen nederlaag gekend, maar de eerste wedstrijd dat Kruize weer meedeed, verloren ze met 2-1. Dat gaf grote krantenkoppen. Maar daarna won Kruize met KZ acht opeenvolgende landstitels (1977-1984) en tweemaal de Europa Cup 1 (1979 en 1981). Naast wereldkampioen in 1973 met het Nederlands team, werd hij tevens Europees kampioen in 1983 en won hij de Champions Trophy in 1981 en 1982.
Kruize was een vermaard strafcornerschutter. Hij stamt uit een fameus hockeygeslacht. Zijn vader, Roepie Kruize, was een bekende hockeyer en speelde eveneens voor de Nederlandse hockeyploeg. Zijn broers Hans en Jan Hidde en zus Elske kwamen ook uit op het hoogste niveau.
Ties Kruize en zijn echtgenote hebben drie kinderen: twee dochters en een zoon.

## Trivia
- In het seizoen 1980/81 maakte Kruize in 18 Hoofdklasseduels 57 doelpunten, dit record staat nog altijd.
- Ties Kruize is lid van Orange All Stars

André Bolhuis · 
Jan Willem Buij · 
Marinus Dijkerman · 
Thijs Kaanders · 
Coen Kranenberg · 
Ties Kruize · 
Wouter Leefers · 
Flip van Lidth de Jeude · 
Paul Litjens · 
Irving van Nes · 
Maarten Sikking · 
Frans Spits · 
Nico Spits · 
Bart Taminiau · 
Kik Thole · 
Piet Weemers · 
Jeroen Zweerts ·
Coach: Ab van Grimbergen
Peter van Asbeck · 
Ewout van Asbeck · 
Lex Bos · 
Roderik Bouwman · 
Cees Jan Diepeveen · 
Theodoor Doyer · 
Maarten van Grimbergen · 
Arno den Hartog · 
Tom van 't Hek · 
Pierre Hermans · 
René Klaassen · 
Hans Kruize · 
Jan Hidde Kruize · 
Ties Kruize · 
Eric Pierik · 
Ron Steens ·
Coach: Wim van Heumen
- Nederlandse Thesaurus van Auteursnamen: 328976075
- Virtual International Authority File: 285748612
- WorldCat: E39PBJdM9B7TYpJ6QDcDGtHKVC